# De Schone Zakdoek
De Schone Zakdoek was een Nederlands literair maandblad dat gedurende de oorlogsjaren 1941-1944 werd gemaakt - 'uitgegeven' is een te groot woord - in een oplage van één exemplaar. Het tijdschrift vormde het literaire hoogtepunt van de surrealistische beweging in Nederland, schonk veel aandacht aan beeldende kunst, was het enige surrealistische tijdschrift dat in Nederland heeft bestaan, en werd opgericht in Utrecht door de dichter, beeldend kunstenaar en latere godsdiensthistoricus Theo van Baaren en zijn levensgezellin, de dichteres, vertaalster en beeldend kunstenares Gertrude Pape. Het blad was tevens het eerste, langstlopende en meest avantgardistische ondergrondse literaire tijdschrift in Nederland tijdens de oorlogsjaren.

## Surrealistische oriëntatie

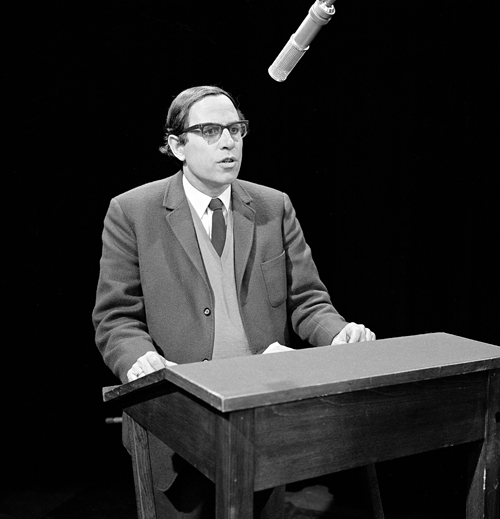
Cees Buddingh' in Hadimassa, 1967

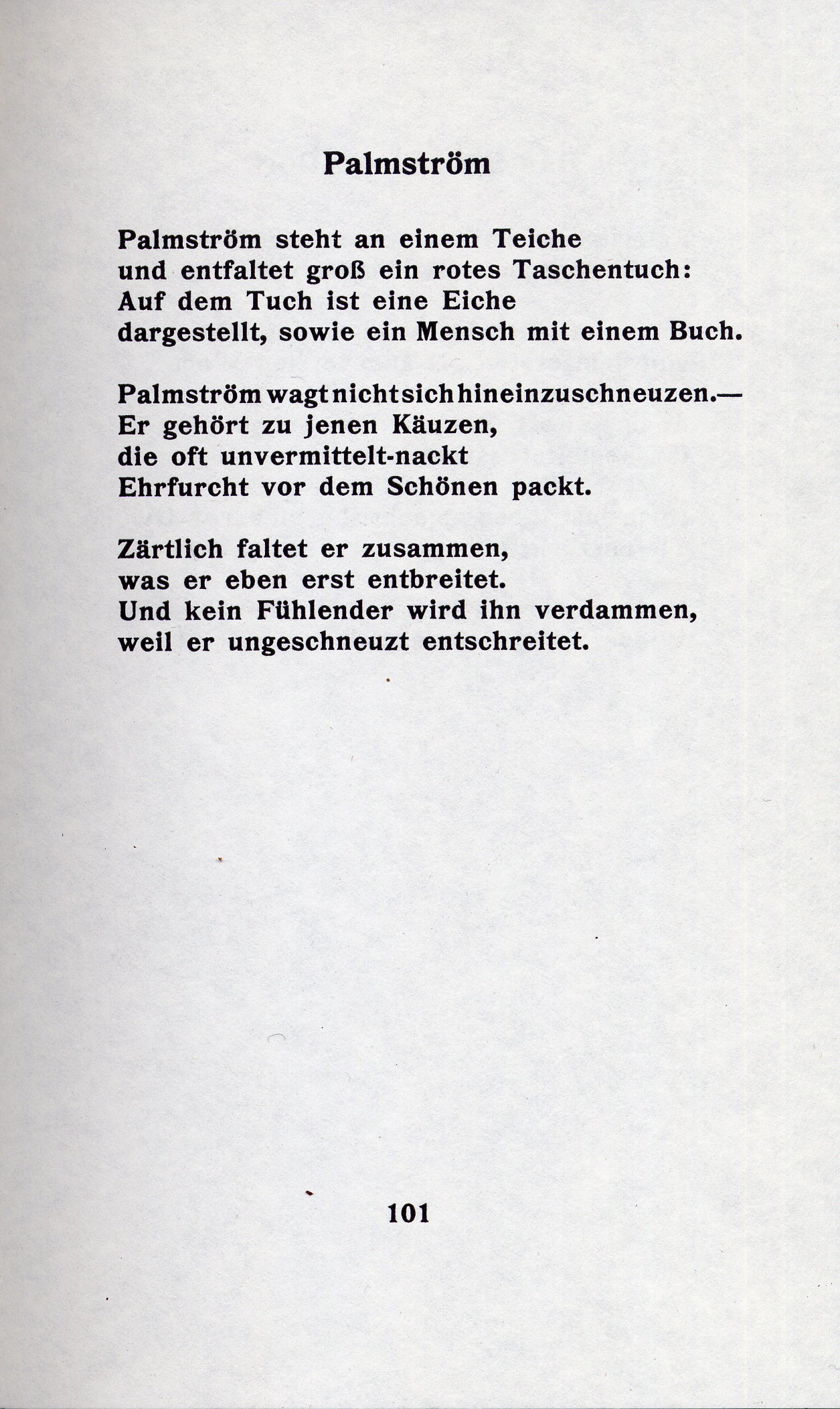
Het gedicht Palmström van Christian Morgenstern

De medewerkers aan De Schone Zakdoek, over het algemeen jongeren van in de twintig, hadden grote belangstelling voor surrealisme, dadaïsme en literaire experimenten. Hun bijdragen getuigden daarvan. Het surrealisme was een culturele beweging die in de twintiger jaren van de twintigste eeuw ontstond in Parijs. De beweging wilde het onbewuste, het droomkarakter van de werkelijkheid verkennen en benutten om met fantastische en absurdistische middelen en door middel van vrije associatie nieuwe ervaringen op te roepen. De surrealisten hadden veel belangstelling voor Freud en ze gebruikten nieuwe technieken en speelse vormen van samenwerking om hun doel te bereiken: écriture automatique, cadavre exquis, decalcomanie, frottage, collage, objet trouvé (readymade) enzovoort. Naast het surrealisme was de baldadigheid van het Dadaïsme een inspiratiebron. Overigens kan niet elke bijdrage aan De Schone Zakdoek als surrealistisch worden gekwalificeerd.
Gertrude Pape bracht haar toekomstige echtgenoot Theo van Baaren in aanraking met het surrealisme, een invloed die blijvend zou zijn. Het tijdschrift was als gevolg van deze surrealistische oriëntatie tekstueel en visueel zeer gevarieerd en bevatte gedichten, vertalingen, essays, collages, cadavres-exquis, foto's, decalcomanieën, objecten, nonsensverzen, gefingeerde (soms macabere) advertenties en (kinder)tekeningen.
In september 1941 werd een dubbelnummer van De Schone Zakdoek samengesteld dat speciaal aan het Surrealisme was gewijd.
Omdat tezelfdertijd ook de vooraanstaande surrealistische schilders J.H. Moesman en Willem Wagenaar in Utrecht woonden en werkten, alsmede de met het surrealisme verwante magisch realist Pyke Koch, wordt Utrecht wel 'De stad van het surrealisme' genoemd.

## De oorlogsjaren
Het idee voor het maandblad - het eerste nummer had op de omslag nog de oude spelling De Schoone Zakdoek - ontstond toen Van Baaren en Pape in de Utrechtse Pieterskerk zaten te wachten op een proefpreek van een vriend van Jan Wit, de blinde dichter, theologiestudent en latere hymnoloog, die ook bijdragen zou leveren aan De Schone Zakdoek. Van Baaren bedacht de titel, die mede was geïnspireerd op het gedicht Palmström van de Duitse dichter Christian Morgenstern.
Het eerste nummer verscheen in april 1941 - jrg.1, afl.1 - en het bevatte geen beginselverklaring, maar een 'beginselverduistering' in de vorm van een zwart vierkant. Dat het blad in een oplage van slechts één exemplaar verscheen had een aantal voordelen: het was in oorlogstijd moeilijk om aan papier en druk- of stencilmachines te komen, het bleef clandestien en daarmee zonder censuur, één exemplaar was gemakkelijker aan het oog te onttrekken dan een grotere oplage en er waren geen ingewikkelde druktechnieken nodig om foto's en collages in het tijdschrift op te nemen. Daarbij bood het de medewerkers de gelegenheid om te publiceren, zonder dat ze gebruik hoefden te maken van de met censuur bedreigde officiële literaire tijdschriften, waarin je alleen mocht publiceren als je lid was geworden van de Kultuurkamer.
Het blad werd samengesteld op vriendenbijeenkomsten, meestal op de maandagavond ten huize van Gertrude Pape, boven een winkel aan de Utrechtse straat Bemuurde Weerd. De bijdragen werden soms ter plaatse gemaakt en vaak voorgelezen, omdat Jan Wit blind was. Tijdens de bijeenkomsten werd er ook regelmatig 'gekruist'. Dit hield in dat er met behulp van een houten kruis seances werden gehouden waarbij geesten werden opgeroepen. Theologische onderwerpen - op een onorthodoxe manier behandeld - werden veelvuldig besproken.
Aan het blad werkten onder anderen mee: Theo van Baaren, Gertrude Pape, Emiel van Moerkerken (pseud. Eric Terduyn), Louis Th. Lehmann, Jan Wit, Ad den Besten, Chris van Geel, Ko Rooduyn (later Hans Rooduyn), Max de Jong, A.G. Kloppers, Jacob Evenhuis, Cornelia (Cok) Brinkman, Henk Schellevis (pseud.: Perdok; Schellevis was de begeleider van Jan Wit), Leo Vroman, Jaap Romijn, Willem Hussem en Cees Buddingh'. Er waren ook kindertekeningen van bijvoorbeeld Gerdi Wagenaar, de dochter van de surrealistische schilder Willy Wagenaar.
Sommige bijdragen aan het maandblad zijn later beroemd geworden, zoals de gorgelverzen ("Ik ben de blauwbilgorgel...") van Cees Buddingh en de foto's die Emiel van Moerkerken maakte van Menno ter Braak, Simon Vestdijk en E. du Perron. De teksten van het blad werden, voor een groot deel door Gertrude Pape, getypt.
Vanaf de tweede jaargang verscheen het blad eens in de twee maanden in meestal dubbeldikke dubbelnummers. Het laatste dubbelnummer - jrg.3, afl.35-36 - verscheen in februari/maart 1944. De door de Duitsers ingestelde vervroeging van de avondklok (Sperr) maakte de geregelde bijeenkomsten op maandagavond onmogelijk. In totaal zijn 36 afleveringen verschenen in 23 afzonderlijke nummers.

## Na de oorlog
Er hebben ongeveer veertig literatoren en kunstenaars bijdragen geleverd aan De Schone Zakdoek. Velen van hen hebben na de oorlog een (soms voorname) rol gespeeld in het culturele leven van Nederland: als uitgever, cultureel ondernemer, schilder, beeldend kunstenaar, filmer, schrijver of dichter. De Vijftigers, met hun aandacht voor het irrationele element in de poëzie, kunnen als erfgenamen van De Schone Zakdoek worden beschouwd. Enkele medewerkers aan het blad hebben later veel gepubliceerd in het tijdschrift Barbarber, dat in een aantal opzichten (humor, readymades, baldadigheid) verwant was aan De Schone Zakdoek.
De contacten tussen de medewerkers aan De Schone Zakdoek bleven voor een deel na de opheffing van het blad bestaan. In 1953 werd er een tentoonstelling gehouden in kunstzaal Le Canard. Deze kunstzaal was opgericht door Hans Rooduyn en had zich ontwikkeld tot het trefpunt van de Beweging van Vijftig. Er werden foto's en collages tentoongesteld van Van Baaren, Lehmann, Van Moerkerken, Willem Frederik Hermans, Ad Pieters en Maurits Dekkers. Deze tentoonstelling werd door de surrealismekenner Laurens van Krevelen een "nagekomen nummer" van De Schone Zakdoek genoemd.
De drie complete jaargangen van De Schone Zakdoek bevinden zich in het archief van het Nederlands Letterkundig Museum in Den Haag. Alle afleveringen zijn ook op microfilm gezet om de raadpleegbaarheid duurzaam te kunnen garanderen. In 1981 verscheen bij Meulenhoff een bloemlezing met zwart-witafbeeldingen. De selectie was gedaan door Van Baaren, Pape en Buddingh.

### ephemeriden
Theo van Baaren publiceerde tussen 1986 en 1989 kleine gelegenheidsuitgaven, door hem ephemeriden genoemd, bij de door hem opgerichte huisuitgeverij die naar  De Schone Zakdoek was vernoemd: Clean Kerchief Incorporated. De meeste ephemeriden bevatten werk van hemzelf, maar hij gaf ook werk van anderen uit: Jan G. Elburg, Piet van Klaveren, L.Th. Lehmann, Rik Lina, Gertrude Pape, Perdok, Hans van Straten, Laurens Vancrevel en Dolf Verspoor. De bekendste van de 71 Clean Kerchief Inc.-uitgaven was een bundel met 25 geïllustreerde gorgelrijmen die in 1987 werd uitgebracht na de dood van Buddingh: Hommage à Kees Buddingh, met teksten van Van Baaren en illustraties van Pape.

## Uitgaven
- Theo van Baaren, Gertrude Pape en Cees Buddingh' (selectie), De Schone Zakdoek. Onafhankelijk tijdschrift onder red. van Theo van Baaren en Gertrude Pape. 1941-1944. Verhalen, gedichten, cadavres-exquis, collages, tekeningen, foto's, objecten, Amsterdam: Meulenhoff 1981.